# Halba (Unternehmen)
Halba (Eigenschreibweise: HALBA) ist ein Schweizer Hersteller von Schokoladenwaren für Handelsmarken und Industrie mit Sitz in Pratteln bei Basel. In Pratteln sowie am früheren Werksitz in Hinwil betreibt Halba eigene Fabrikläden, die sogenannten Schoggihüsli.
Halba ist eine Division des Detailhandelsunternehmens Coop. Sie verarbeitet jährlich ca. 16'500 Tonnen Schokolade zu Tafeln, Pralinés oder Osterhasen. Rund 40 % der Schokolade wird an die Coop-Gruppe geliefert, der Rest geht an Drittkunden rund um den Globus – unter anderem in der Schweiz, in Deutschland, Frankreich, Holland, USA, Kanada, Neuseeland und China. Neben der Coop-Marke Swiss Confisa wird auch für Fremdmarken wie "Die gute Schokolade" von Plant-for-the-Planet und für die weiterverarbeitende Industrie produziert. 2022 betrug der Jahresumsatz von Chocolats Halba 285 Mio. CHF. 80 % des Umsatzes erwirtschaftet Halba mit Produkten, die Labels wie Fairtrade Max Havelaar, Bio Suisse, USDA Organic, COR Canada Organic, UTZ oder Carbon Neutral Product tragen.

## Geschichte
1907 wurde Sunray gegründet. Halba wurde am 5. Mai 1933 (Tag der konstituierenden Generalversammlung; die Eintragung ins Handelsregister erfolgte am 19. Mai 1933) von Willy Hallheimer und Werner Baer in Zürich gegründet. Von den 30'000 Franken Startkapital brachte Hallheimer 18'000 Franken als seinen Anteil ein und gab Baer für dessen Anteil ein verpfändetes Darlehen von 12'000 Franken. Die Produktion startete in Baers Wohnung mit vier Mitarbeitenden. Werner Baer schied 1934 nach einem Rechtsstreit  aus. Am 20. Oktober 1940 übernahm Arnold Müller-Hefti das ganze Aktienkapital. Nur sechs Monaten später verstarb er am 3. Mai 1941 unerwartet. Am 30. Oktober 1945 wurde das Kapital auf CHF 100'000 angehoben. Jakob Aebi-Müller führte das Unternehmen durch die Kriegsjahre bis Hansruedi Müller am 18. Mai 1955 als Präsident des Verwaltungsrats und Geschäftsführer ins Unternehmen eintrat. 1955 verlegte er den Firmensitz nach Wallisellen und die Fabrik in Zürich wurde 1958 geschlossen. Unter seiner Führung wurde aus dem Schokolade verarbeitenden Kleinunternehmen eine moderne Schokoladefabrik. Seit 1960 produziert Halba auch für Coop. 1967 wurden die beiden Hersteller Käppeli und SpoSa (ehemals Spoerry und Schaufelberger AG, Wald ZH) übernommen. Im Jahr 1968 erwarb Coop eine Beteiligung an Halba. 1972 übergab Hansruedi Müller die Leitung an Felix Giuliani. 1968 übernahm Coop die Halba AG vollständig. Ende 2000 erfolgte der Umzug der Produktion in Wald ZH nach Hinwil. Ab 2003 hiess der Betrieb Chocolats Halba und ist seit 2004 kein Unternehmen mehr, sondern eine Division der Coop. Die Chocolats Halba wurde umfirmiert in Cocoha AG und anschliessend durch Fusion mit der Coop Immobilien AG aufgelöst.
Im Jahr 2013 wurde als erster Ableger in einem Entwicklungsland die Chocolats Halba Honduras AG gegründet. Seit Sommer 2014 kauft Chocolats Halba ausschliesslich Fairtrade-zertifizierte Kakaobohnen ein.
2017 bezog Chocolats Halba ihre neue Produktionsstätte in Pratteln bei Basel auf dem Areal Salina Raurica, welche eine Produktionskapazität von 15‘000 Tonnen pro Jahr hat. Der frühere Standort in Wallisellen wurde aufgegeben und das Fabrik-Gelände verkauft, der Standort in Hinwil wurde von der Transgourmet Holding übernommen und dient seitdem als Lager und Verkaufsstelle. Im September 2017 wurde Chocolats Halba mit der Coop-Division Sunray zusammengelegt. Die neue Unternehmung erhielt den Namen Chocolats Halba/Sunray. Chocolats Halba/Sunray ist Mitglied bei der IG Bio.
Coop besitzt 75 Prozent von Chocolats Halba S.A. de C.V in San Pedro Sula, Honduras.
Chocolats Halba und Sunray gehören seit 2017 zusammen, daher wurde im März 2021 das Unternehmen umbenannt in HALBA.
Mit der von Halba hergestellten Produktreihe «Halba - Le Chocolatier Suisse» ersetzte Coop 2021 die «Qualité-&-Prix» Reihe. Die neue Reihe sei im mittleren Preissegment angesiedelt sowie Fairtrade-zertifiziert.

## Auszeichnungen
Im April 2017 wurde die Firma, zusammen mit zwei weiteren Unternehmen, vom Südwind-Institut und der Organisation Global 2000 in deren Test auf ökologische sowie soziale Qualität von Schokohasen als Testsieger gekürt.
Am 28. April 2018 wurde Halba für das Projekt "Nachhaltige Schokolade aus Ecuador" mit dem Swiss Ethics Award ausgezeichnet. Das Gemeinschaftsprojekt von Halba und Coop verfolgt wirtschaftliche, ökologische und soziale Ziele: u. a. die Steigerung des Lebensstandards, der Biodiversität und die Integration und Förderung von Nachwuchsbauern.

## Kooperationen
Zusammen mit Fairtrade Afrika unterstützt Halba ein Projekt gegen die Abholzung der Urwälder Westafrikas. Bei dem Projekt werden 2'500 Bauern dabei gefördert, ihre Kakao-Monokulturen in Mischkulturen umzuwandeln. In Zusammenarbeit mit der Kinder- und Jugendinitiative Plant-for-the-Planet stellt Halba «die gute Schokolade» her. Halba verzichtet dabei auf einen Gewinn, das erwirtschaftete Geld wird stattdessen für Aufforstungsprojekte in Mexiko genutzt.